# Donkervoort
 (août 2024).
Si vous disposez d'ouvrages ou d'articles de référence ou si vous connaissez des sites web de qualité traitant du thème abordé ici, merci de compléter l'article en donnant les références utiles à sa vérifiabilité et en les liant à la section « Notes et références ».
Pour les articles homonymes, voir Donkervoort (homonymie).
Donkervoort est un constructeur automobile néerlandais qui produit en petites séries des voitures de sport ultra légères, fondé en 1978 par Joop Donkervoort.

## Histoire
Joop Donkervoort distribuait les Lotus Seven puis des Caterham aux Pays-Bas mais des changements de réglementation nationale l'obligent à arrêter son activité. Il se lance alors dans la création d'une nouvelle auto adaptée à ces règles en améliorant la Seven. Il commence son activité dans le garage de sa maison et les premières autos sont produites en 1978. En 2000, l'entreprise s'installe dans des nouveaux locaux à Lelystad, à environ 30 km d'Amsterdam. Plus de 1 000 autos ont été produites.
Si les premiers modèles de série S utilisaient des moteurs Ford, depuis 1998 la série D utilise des moteurs Audi après signature d'un accord commercial.

## La philosophie

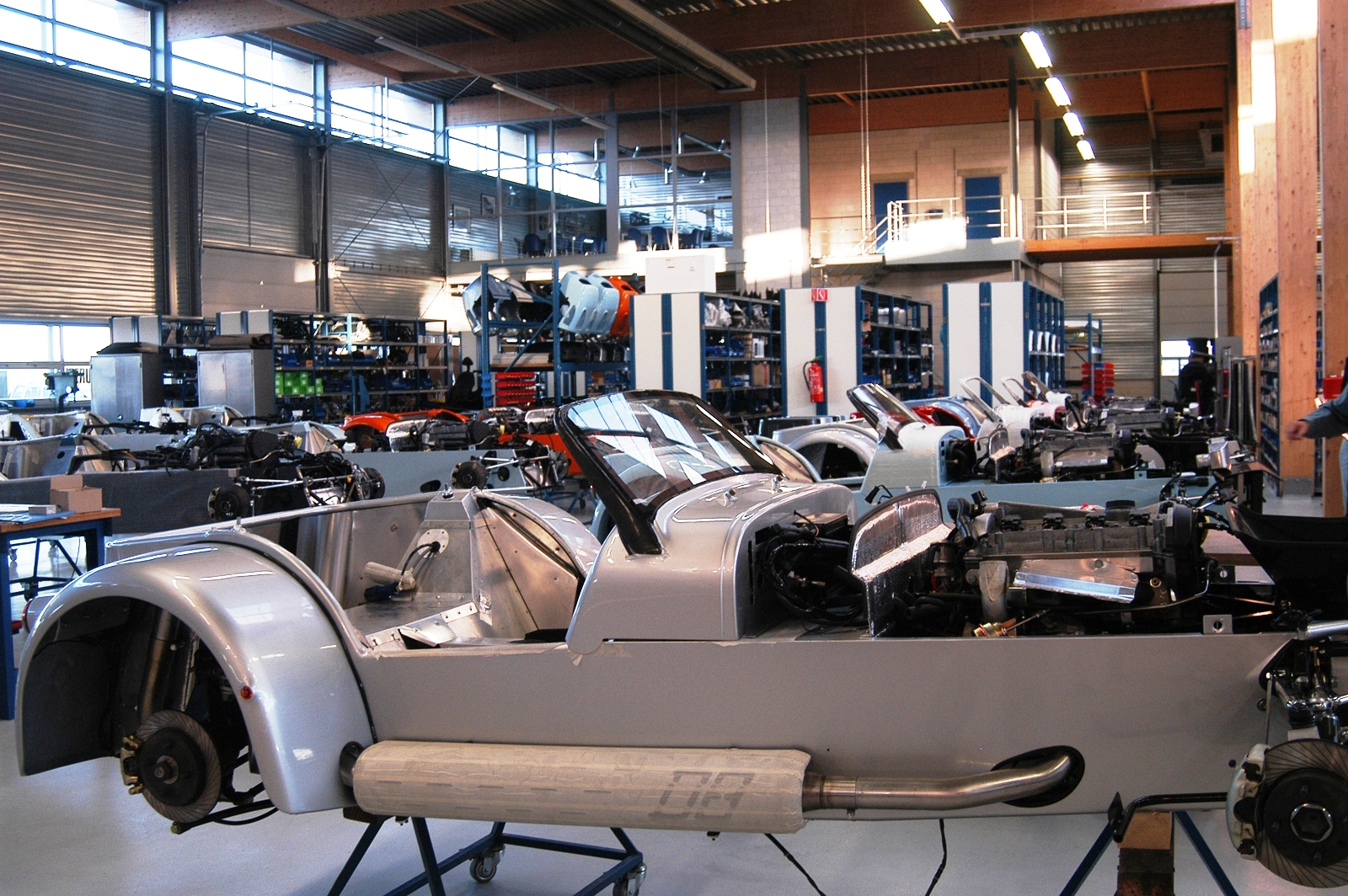
Usine Donkervoort à Lelystad, Pays-Bas

La philosophie de la marque est « No compromise », c'est-à-dire sportivité et plaisir automobile poussés à l'extrême, sans compromis. Les Donkervoort se remarquent par leur apparence rustique et extrêmement dépouillée. Ces voitures peuvent donc être considérées comme à l'opposé de l'orientation de l'automobile moderne, qui tend à faire des véhicules de plus en plus confortables et sophistiqués, au détriment de la performance et de la conduite pure. Les Donkervoort sont ainsi des voitures strictement deux places, dont le toit est remplacé par une capote en toile, sans direction assistée ni d'ABS.
La faible demande pour ce genre de véhicules, la qualité demandée et la possibilité de personnalisation, font que les véhicules de la marque sont presque entièrement montés à la main hormis les pièces mécaniques fournies par des sociétés externes comme le moteur. Construites sur un châssis tubulaire en acier revêtu de panneaux d'aluminium ou carbone, les Donkervoort pèsent entre 630 et 650 kg ce qui leur permet des performances très élevées.

## Historique des modèles
| Modèle             | Année         | Moteur                                                                                  | Production     |
| ------------------ | ------------- | --------------------------------------------------------------------------------------- | -------------- |
| S7                 | 1978–1984     | 1,6 L Ford, 90 ch, à carburateur                                                        |                |
| S8                 | 1980–1984     | 2 litres Ford OHC, 110 ch, à carburateur                                                |                |
| S8A                | 1985–1993     | 2 litres Ford SOHC, 117 ch, à injection                                                 |                |
| S8AT               | 1986–1994     | Turbo Garrett T3, intercooler, pot catalytique, moteur 2 L de 170 ch ou 2,2 L de 190 ch |                |
| D10                | 1988–1989     | Turbo Garrett T3, 2 160 cm3, développant 190 ch                                         | 10 exemplaires |
| D8 Zetec           | 1993–1998     | 1,8 L de 140 ch ou 2 L 16v Zetec de 160 ch                                              |                |
| D8 Cosworth        | 1994–1998     | 2 L DOHC, 220-280 ch                                                                    |                |
| D8 Audi (AGU)      | 1999–2002     | 1,8 L Turbo Audi, 150-245 ch                                                            |                |
| D8 Audi (E-gas)    | 2003–2012     | 1,8 L Turbo Audi, 150-270 ch                                                            |                |
| D8 270 RS          | 2005–2007     | 1,8 L Turbo Audi, 270 ch                                                                | 25 exemplaires |
| D8 270             | 2008–2012     | 1,8 L Turbo Audi, 270 ch                                                                |                |
| Donkervoort D8 GT  | 2007–2012     | 1,8 L Turbo 20v Audi, 270 ch                                                            |                |
| Donkervoort D8 GTO | 2012–en cours | 2,5 L Audi R5 TFSI, 380 ch                                                              |                |

## Modèle actuel

### Donkervoort D8 GTO
La Donkervoort D8 GTO est une toute nouvelle conception. Le nouveau moteur Audi 5-cylindre 2,5 TFSI génère une puissance de 250-280 kW, 450 N m à 1600 tr/min pour un poids de voiture équivalent à <700 kg. Ce poids est obtenu avec l'utilisation généreuse de matière de composite, comme la carrosserie qui est entièrement fabriquée en fibre de carbone. Avec une relation de 1,8 kg/ch la voiture accélère de 0-100 km/h en 2,8s et de 0-200 km/h en 8,6s.
- Premium (25 exemplaires)
- Performance
- Touring

## Modèles précédents

### Donkervoort S7
La première Donkervoort, la S7, est introduite en 1978. Elle est équipée d'un moteur Ford crossflow développant 90 ch et offrant une vitesse maximale de 170 km/h.

### Donkervoort S8/S8A
La Donkervoort S8/S8A, introduite en 1983 est la première Donkervoort portant le nombre « 8 » dans son nom, indiquant de nombreuses modifications par rapport à la Lotus 7. Le nouveau moteur Ford OHC de 2 litres offre alors une puissance de 110 ch. D'autres changements comme l'augmentation de l'empattement, des freins à disques, une boite 5-vitesses, en font une voiture beaucoup plus moderne.

### Donkervoort S8AT
Cette version S8A, équipée d'un turbo qui porte la puissance à 170 ch, est reconnaissable à ses ouvertures supplémentaires pour aérer le moteur. 

### Donkervoort D8 Zetec
Introduite en 1993, la D8 Zetec est équipée d'un nouveau moteur. Celui-ci n'est pas particulièrement puissant, mais il est extrêmement fin à conduire. En 1994, la Zetec Sport est introduite avec une puissance de 170 ch. Grâce à une réduction de poids assez importante (50 kg) par rapport à la S8 AT, la voiture est très rapide.

### Donkervoort D8 Cosworth
En 1995 la D8 Cosworth est introduite. L'augmentation de la puissance de ce nouveau moteur Cosworth turbo apporte des caractéristiques d’accélération et de conduite exceptionnelles. L’accélération de 0-100 km/h varie de 4,1 (Classic) à 3,8 secondes (Sport)

### Donkervoort D8 Audi (E-gas) Wide Track

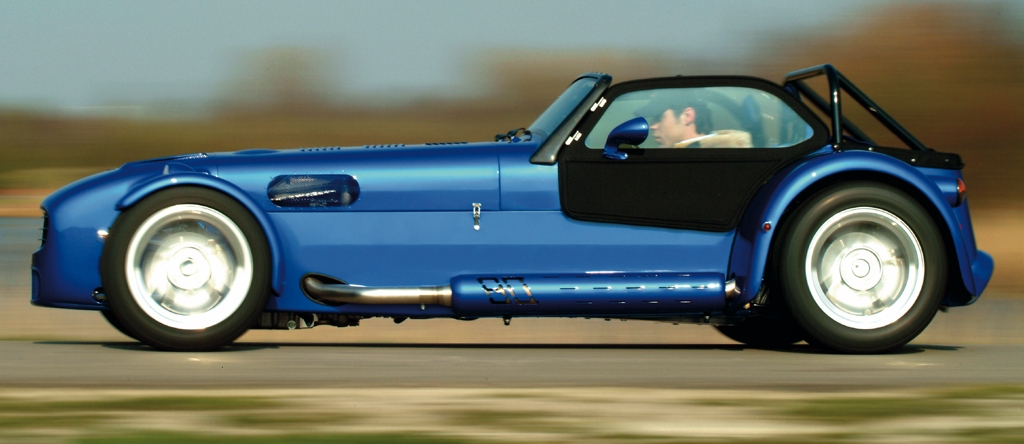
Donkervoort D8 Wide Track

Depuis 2003, la Donkervoort est équipée du moteur turbo Audi 1.8T 20V E-gas, dont les puissances sont de 150 ch, 180 ch, 210 ch et 270 ch. Grâce à son poids total de 630 kilogrammes, le temps d'accélération de 0 à 100 km/h se situe entre 3,8 et 5,2 secondes, en fonction du moteur.

### Donkervoort D8 270

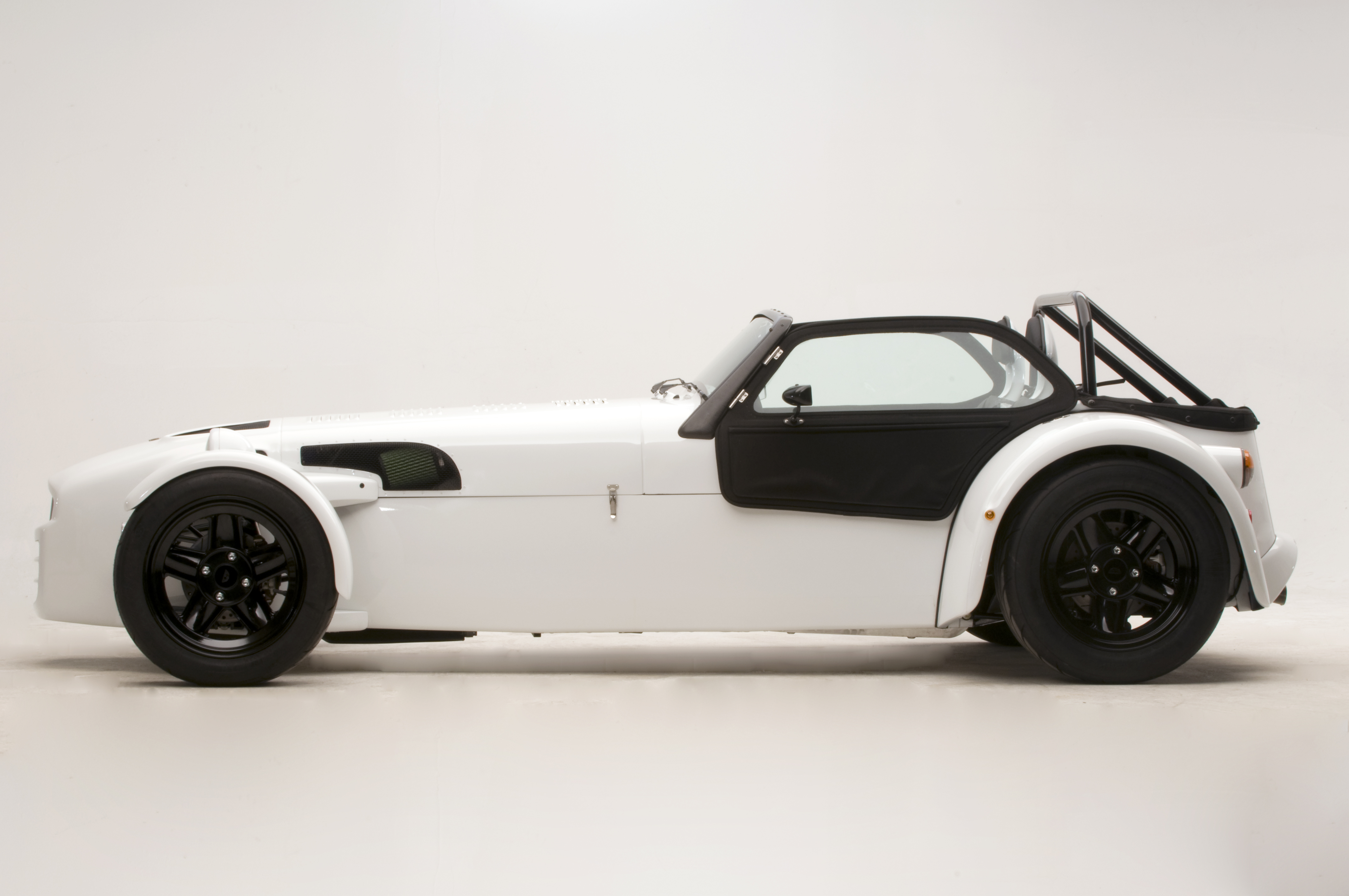
Donkervoort D8 270

La Donkervoort D8 270 est disponible depuis l'été 2008. Cette version de la série des D8 a succédé à la D8 270 RS, l'édition limitée présente au catalogue en 2005 et produite à 25 exemplaires numérotés. La D8 270 possède un avant redessiné et des grilles faisant directement référence à la D8 GT et réalise le 0 à 100 km/h en 3,6 secondes.
Dans sa version la plus ultime, la D8 270 RS pouvait disposer d'un upgrade "GT4" avec une admission d'air optimisée, un débitmètre différent, des injecteurs plus gros, un échappement et une gestion du moteur specifiques qui portent la puissance à près de 300 ch.

### Donkervoort D8 GT

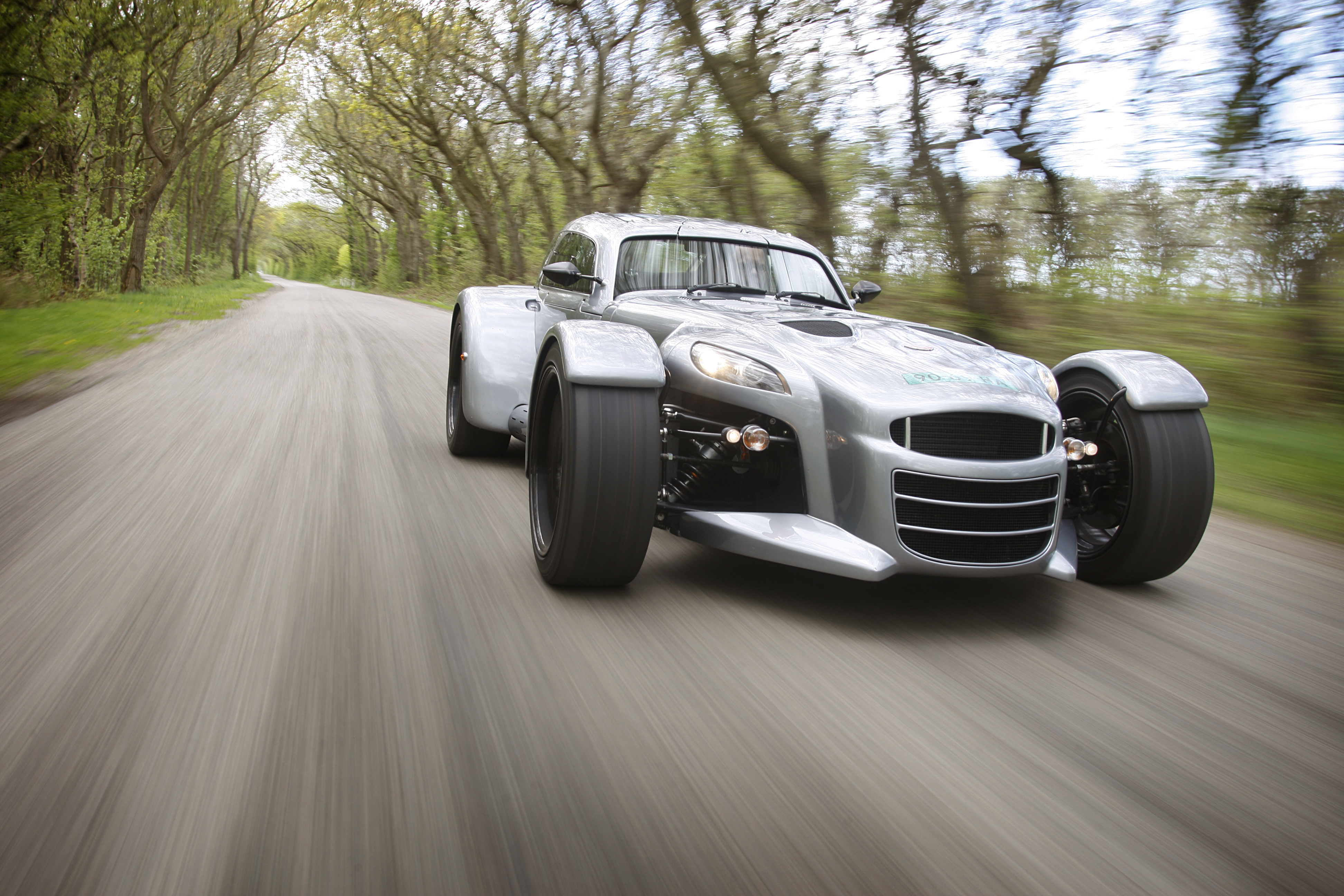
Donkervoort D8 GT 270

La Donkervoort D8 GT, introduite en 2007, est la première Donkervoort fermée. Comparée aux versions ouvertes du D8, la D8 GT possède un avant et des suspensions arrière entièrement nouveaux, augmentant la largeur de la voiture de 8 cm. De plus gros freins ainsi que des jantes en aluminium de 17 pouces sont montés. Avec un poids total de 650 kg, la D8 GT est la GT la plus légère du monde. Principalement grâce à l'utilisation de la fibre de carbone sur l'intégralité du toit, de l'arrière, des portes, et des garde-boue.
Pour célébrer le record du tour pour une voiture de série établi au Nürburgring en 2004 en 7 min 18 s 10, record qu'elle améliorera en 2006 avec un temps de 7 min 14 s 89, une série limitée à 25 exemplaires a été fabriquée ; la D8 270 RS. Comme son nom l'indique, cette version développe 270 chevaux.

### Donkervoort D8 GTO

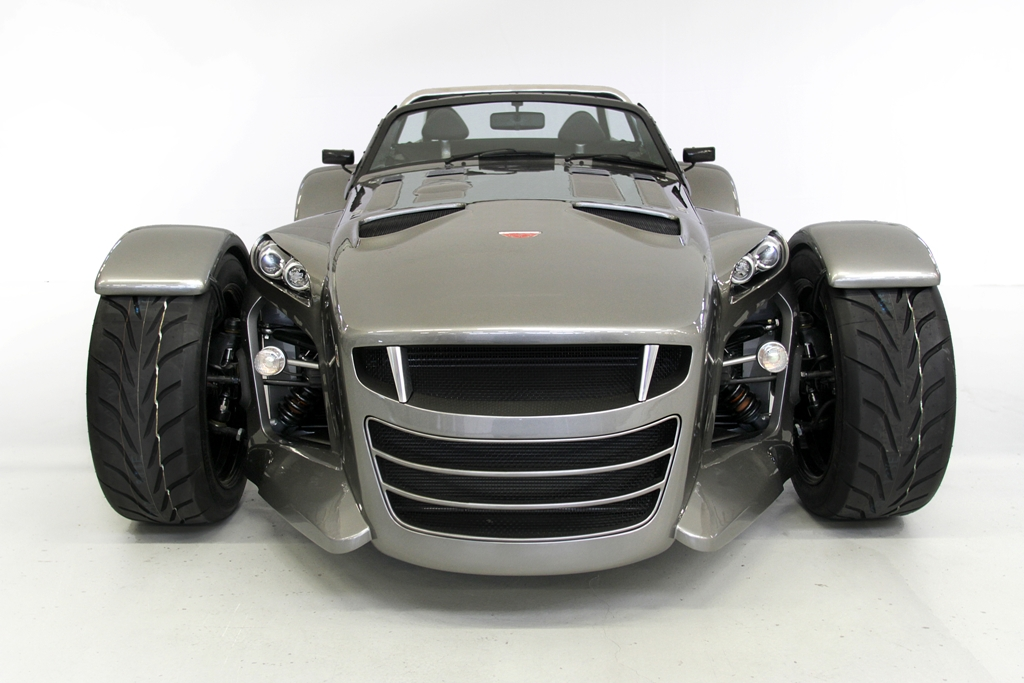
Donkervoort D8 GTO

La Donkervoort D8 GTO, introduite en 2013, est un véhicule entièrement nouveau, équipé d'un moteur 5 cylindres turbocompressé de 2,5 litres ; cette automobile passe de 0 à 100 km/h en 2,8 secondes.

### Donkervoort D10
Ce modèle développé pour le dixième anniversaire de Donkervoort en 1988, est minimaliste et produit dans une série limitée de dix voitures. La voiture ne possède ni roue de rechange, ni pare-brise. Elle est dotée d'un moteur Ford modifié (2 160 cm3) avec un turbo Garrett T3 développant une puissance de 140 kW (190 ch).
La dernière D10 sera livrée en 1994.

### Donkervoort D20
Ce modèle est un prototype à moteur Audi V6 de 320 chevaux jamais commercialisé.